# Puskaru
Puskaru – wieś w Estonii, w prowincji Põlva, w gminie Põlva.